# Heathcote (Australia)
Heathcote – miasto w Australii, w stanie Wiktoria.